# Polícia Marítima
A Polícia Marítima é um órgão que garante e fiscaliza o cumprimento das leis e regulamentos nos espaços integrantes do Domínio Público Marítimo, áreas portuárias, espaços balneares, águas interiores sob jurisdição da Autoridade Marítima Nacional e demais espaços marítimos. 
Após o fim da 1.ª Guerra Mundial, a especificidade das actividades ligadas à navegação, a maior densidade da aplicação das respectivas normas nas zonas portuárias e marítimas, e a necessidade de fazer cumprir um conjunto de disposições e determinações dos capitães dos portos quanto à visita de navios e embarcações, e segurança da navegação induziram a necessidade de criação de um Corpo da Polícia Marítima (CPM), o que ocorreu, de início, no Porto de Lisboa, a 13 de Setembro de 1919 pela Lei n.º 876. Constituído por cabos-de-mar encarregues de fazer o policiamento das áreas das Capitanias dos Portos, as funções do CPM foram definidas pelo Decreto n.º 7 094, de 06 Novembro de 1920, sendo criado, ainda nesse ano, pelo Decreto nº 6 273, de 10 de Dezembro, o Corpo da Polícia Marítima do Porto do Douro e Leixões, sendo atribuídas a este Corpo de Polícia de especialidade inúmeras missões de fiscalização e de investigação.
Em Junho de 1984, através do Decreto-Lei n.º 191/84, o Corpo da Polícia Marítima passa a designar-se por Polícia Marítima.
Visando identificar a função de polícia exercida no âmbito da Autoridade Marítima (AM), e com o objectivo de constituir uma força policial armada e uniformizada de competência especializada, é publicado, em 1995, pelo Decreto-Lei n.º 248/95 de 21 de Setembro, o Estatuto do Pessoal da Polícia Marítima (EPPM), diploma que institui a Polícia Marítima como uma força dotada de competência especializada nas áreas e matérias legalmente atribuídas ao Sistema da Autoridade Marítima (SAM). A PM resulta da unificação da anterior PM com o quadro de militarizados dos cabos de mar, constituindo-se, assim, numa força policial uniforme no âmbito da AM, mas com funções de polícia especificamente cometidas por lei.
O EPPM estatui, ainda, que o pessoal da PM é considerado órgão de polícia criminal para efeitos de aplicação da legislação processual penal, sendo os inspectores, subinspectores e chefes autoridades de polícia criminal, assim como os órgãos de comando da PM, como tal definidos no artigo 4º do EPPM, preceituando a lei, no artigo 8º, um mecanismo de inerência funcional entre os cargos de direcção e comando na AM e na PM. No cumprimento das suas competências de polícia, compete à PM fiscalizar o cumprimento da lei nas áreas de jurisdição do SAM, preservar a regularidade das actividades marítimas, e garantir a segurança e os direitos dos cidadãos.
Em 2002, com a publicação do diploma que institui e define a Autoridade Marítima Nacional (AMN) e seus órgãos – o Decreto-Lei n.º 43/2002, de 2 de Março -, estabelece-se, expressamente, que a PM integra a estrutura operacional da AMN, sendo criado o Comando-Geral da PM, o qual dispõe, na sua estrutura, do estado-maior da PM.

## Missão e Competências

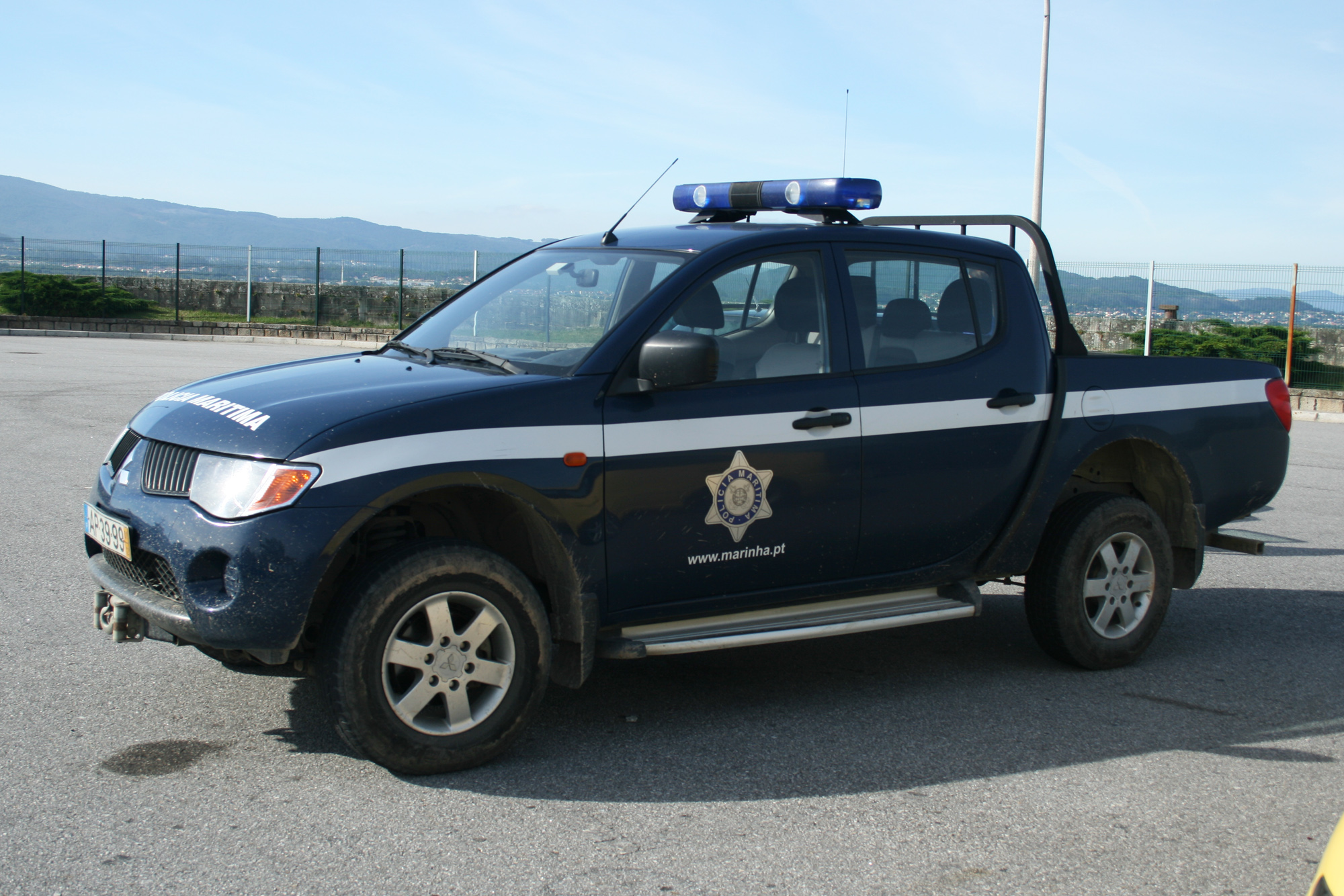
Mitsubishi L200 da Policia Marítima

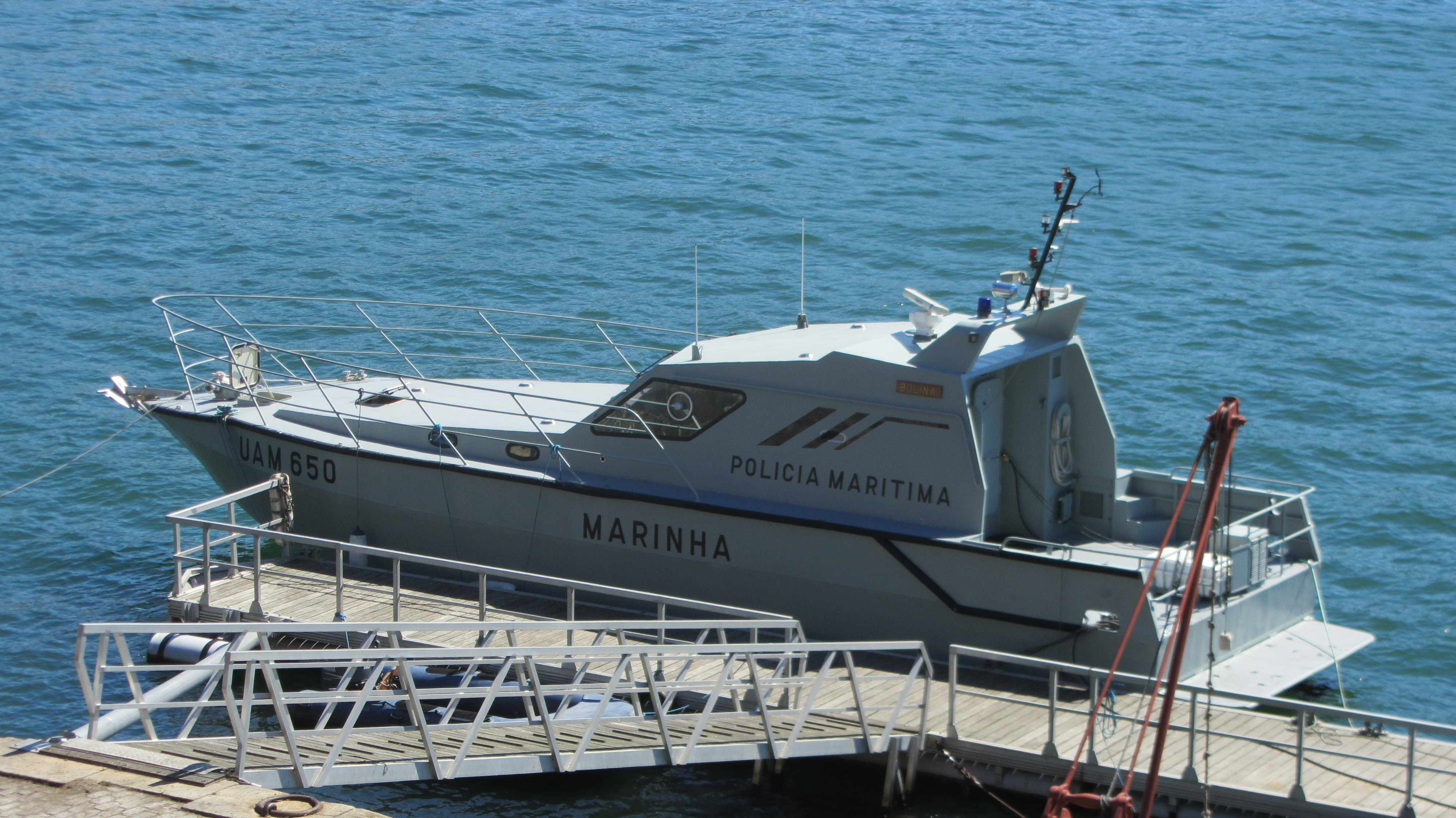
Embarcação UAM 650 da Polícia Marítima

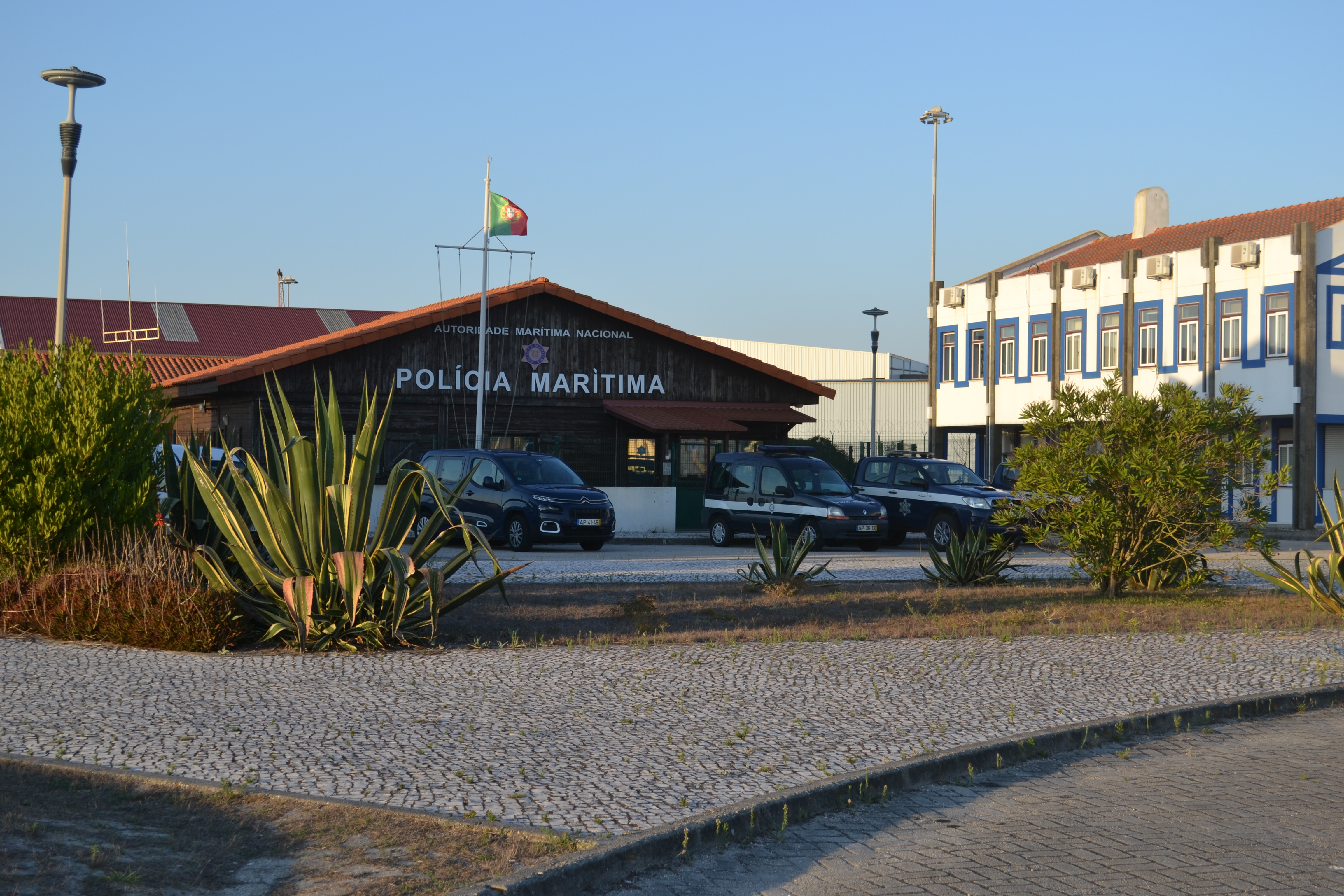
Polícia Marítima de Aveiro

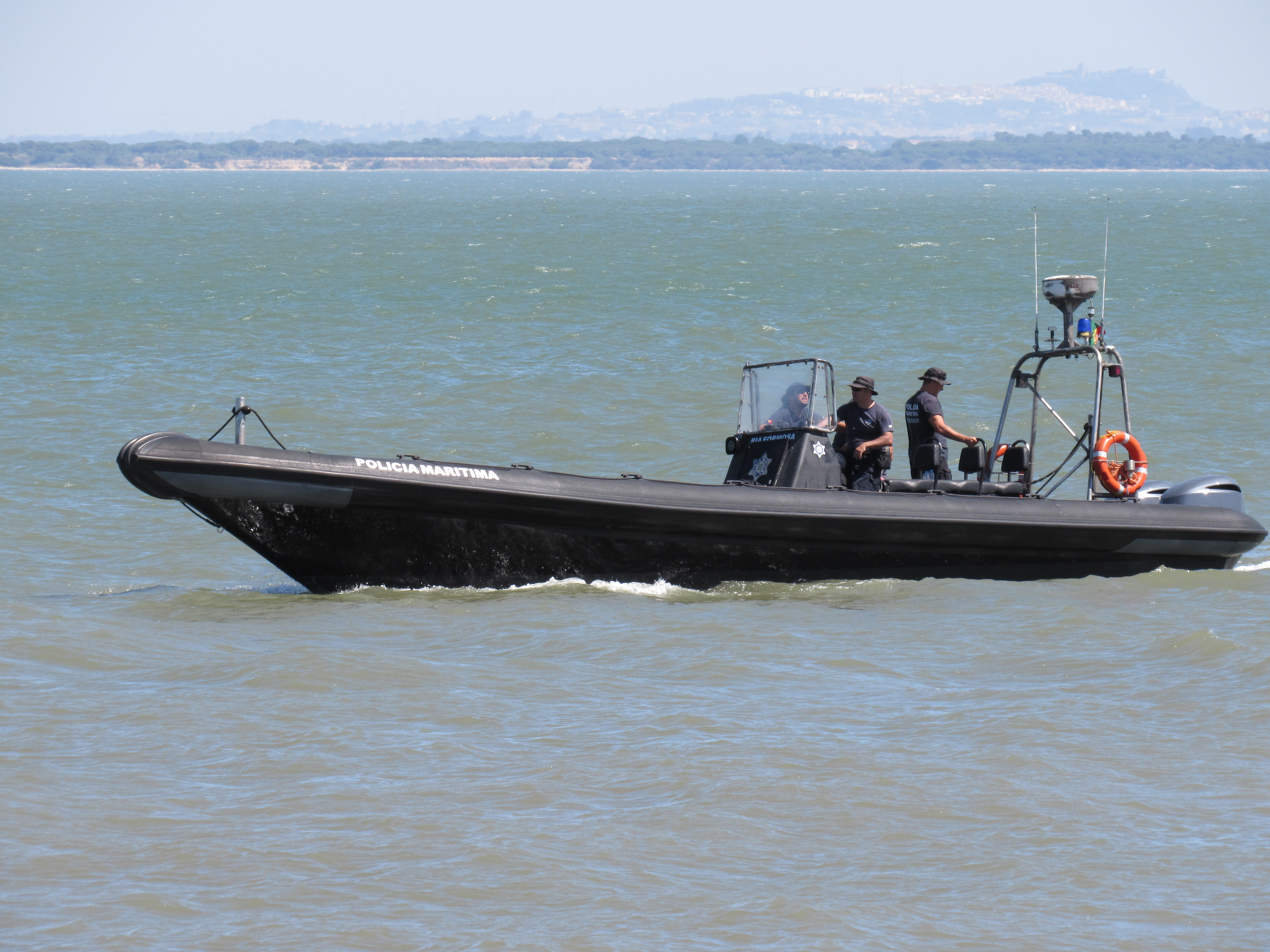
Embarcação semi-rígida da Polícia Marítima

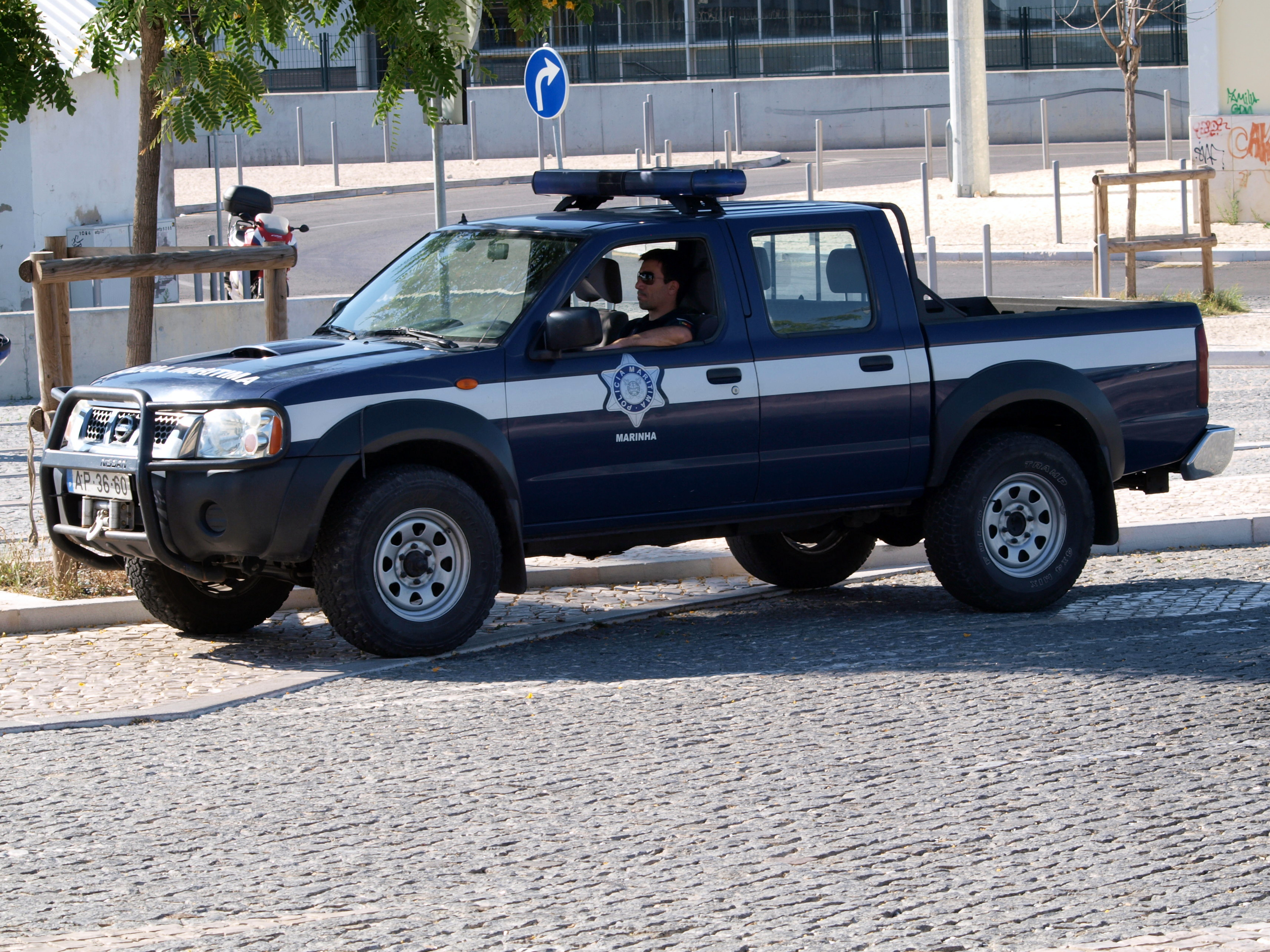
Nissan Navara da Polícia Maritima

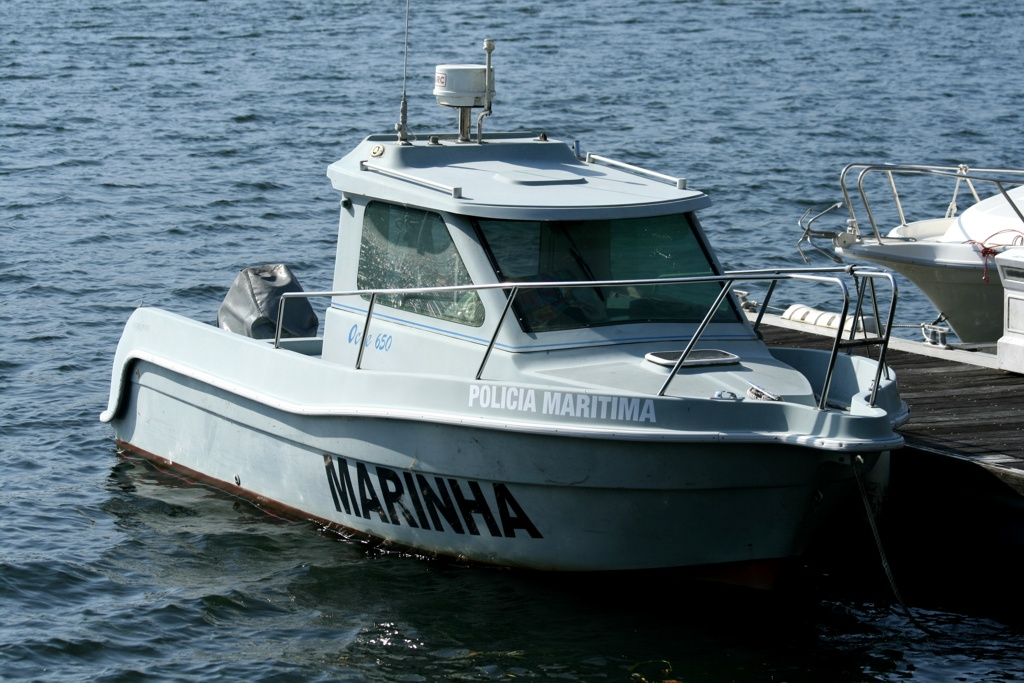
Embarcação da Polícia Marítima em Vila Nova de Cerveira

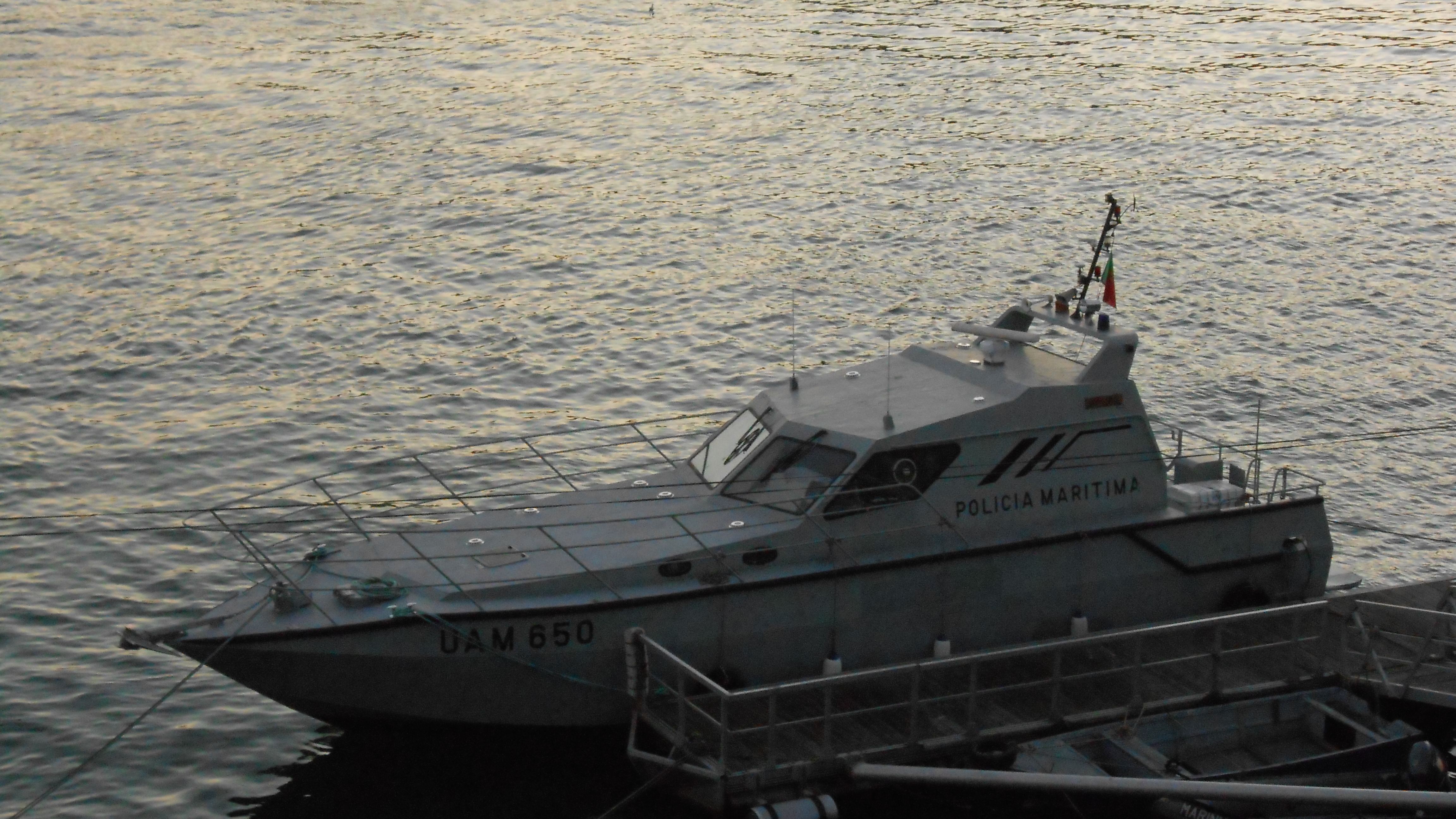
Embarcação da Classe Bolina da Capitania do Douro, no Porto

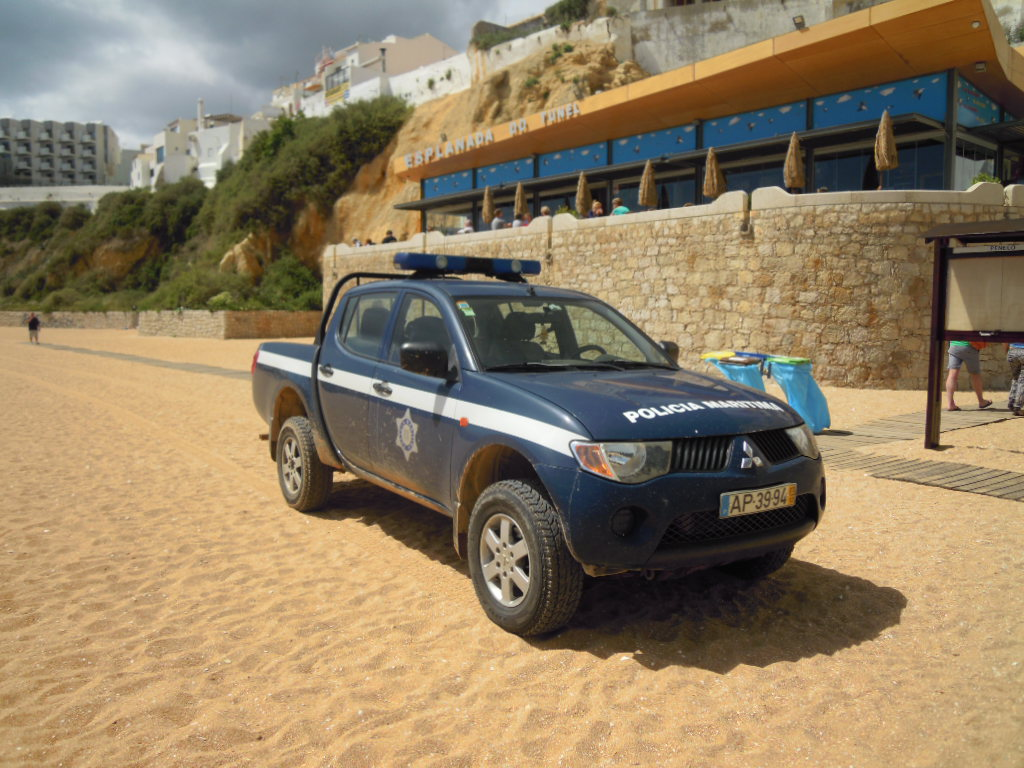
Viatura da Polícia Marítima na Praia do Túnel em Albufeira

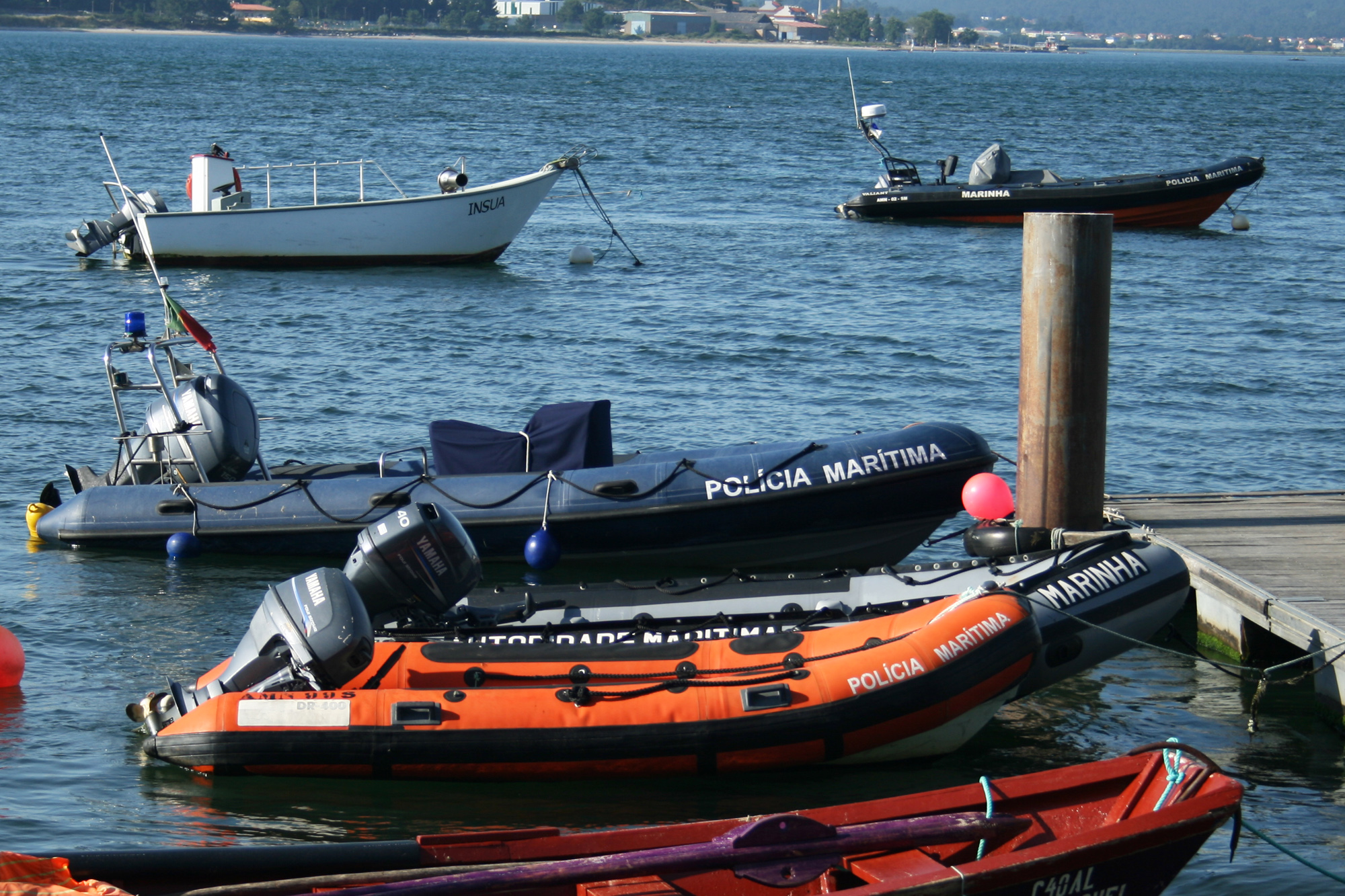
Várias embarcações da Polícia Marítima em Caminha

A Polícia Marítima, como polícia de especialidade no âmbito da AMN, e no quadro de matérias do Sistema da Autoridade Marítima (SAM), é um órgão de polícia e de polícia criminal que garante, e fiscaliza, o cumprimento das leis e regulamentos nos espaços integrantes do Domínio Público Marítimo (DPM), em áreas portuárias e nos espaços balneares, bem como em todas as águas interiores sob jurisdição da AMN e demais espaços marítimos sob soberania e jurisdição nacional, devendo preservar a regularidade das atividades marítimas.

Competências:

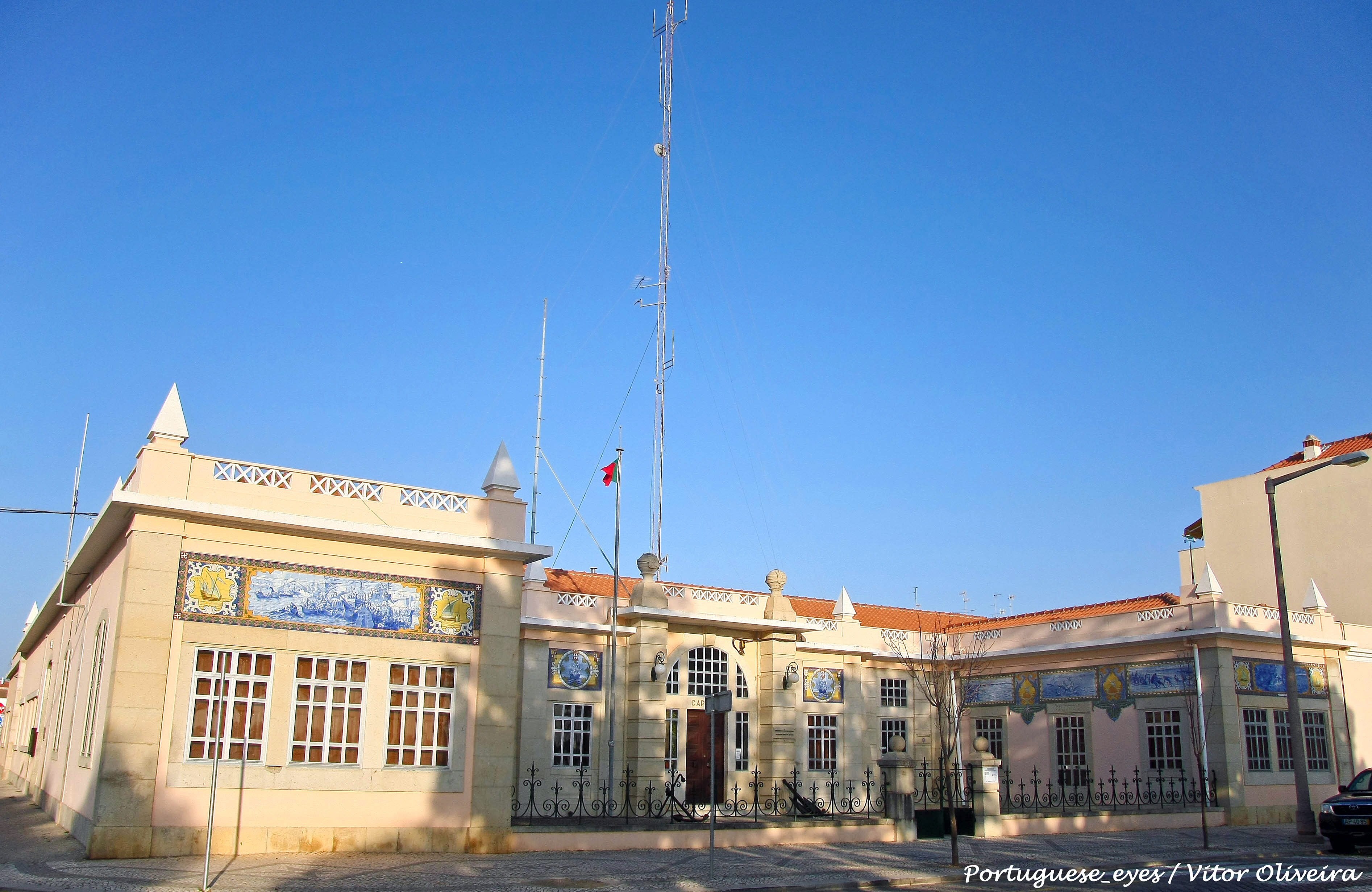
Comando da Polícia Marítima de Vila Real de Santo António

Compete à PM, como polícia de especialidade que exerce funções nos espaços de jurisdição da AMN, executar ações de policiamento, fiscalização, vigilância e de investigação, bem como aplicar medidas de polícia, designadamente:
- Efetuar a visita a navios e embarcações nos termos legais;
- Executar os atos que, no âmbito de polícia, sejam necessários com vista à concessão do despacho de largada de navios e embarcações;
- Realizar os atos de inquérito a sinistros marítimos, efetuando todas as diligências necessárias à respetiva averiguação processual;
- Executar, na sequência de determinações do Capitão do Porto, os atos processuais e instrutórios em âmbito dos ilícitos contraordenacionais;
- Efetuar as diligências processuais necessárias à instrução dos relatórios de mar;
- Praticar os atos e realizar as diligências necessárias ao cumprimento das determinações do Capitão do Porto no âmbito da segurança da navegação, nomeadamente no âmbito de decisões tomadas em matéria do fecho de barra, acesso a águas territoriais, acesso e navegação em águas interiores e territoriais, transporte de cargas perigosas, e controlo de fundeadouros;
- Efetuar a vigilância e fiscalização dos espaços portuários e suas atividades;
- Efetuar detenções dos estrangeiros que entrem ou permaneças ilegalmente em território português.
- Efetuar, nos termos da legislação registral civil, a investigação de ocorrências em caso de naufrágios;
- Executar, nos termos legalmente definidos, os atos e as medidas que visem a detenção, e retenção, de navios e embarcações, bem como a verificação do ato de proibição de saída do porto determinado pelo Capitão do Porto;
- Executar as medidas necessárias, em especial as cautelares, em matéria de património cultural subaquático;
- Fazer cumprir o Edital de Praia e demais normas e regulamentos em matéria de assistência a banhistas, e executar medidas de fiscalização e de polícia nos espaços balneares;
- Fazer cumprir o Edital da Capitania do Porto, executando todas as medidas necessárias à sua fiscalização;
- Fiscalizar o cumprimento dos regimes legais em matéria de pescas, aplicando as medidas cautelares que sejam definidas pelo Capitão do Porto;
- Fiscalizar os estabelecimentos de aquiculturas;
- Fiscalizar o cumprimento do estabelecido quanto a dragagens;
- Fiscalizar as atividades náutico-desportivas e marítimo-turísticas, verificando documentação e condições em que se desenvolvem, e aplicando as medidas previstas nos respectivos regimes legais;
- Fiscalizar os espaços integrantes do DPM verificando ocupações e utilizações abusivas;
- Aplicar as medidas que, no âmbito da proteção e preservação do meio marinho no que respeita a recursos vivos e inertes, se insiram no âmbito da repressão de atos ilícitos e do combate à poluição do mar;
- Aplicar as medidas que, no âmbito do Código ISPS e da segurança de pessoas e bens, sejam determinadas pelo Capitão do Porto;
- Instruir processos de contraordenação;
- Intervir para estabelecer a ordem a bordo de navios e embarcações sempre que ocorra perigo para a segurança e perturbação da tranquilidade do porto, ou quando requerido pelo respetivo capitão ou cônsul do Estado de Bandeira;
- Intervir no sentido de estabelecer a ordem pública a bordo de embarcações que efetuam ligações marítimas bem como em docas, pontões, ancoradouros e demais espaços portuários;
- Verificar as condições de acesso a bordo de navios e embarcações, de modo a garantir a segurança de pessoas e a manutenção da ordem;

Compete, ainda, à PM, como órgão de polícia criminal:
- Desenvolver atos, medidas e demais diligências averiguatórias, em âmbito judicial, sob a direção do Ministério Público (MP) e executar mandados e ordens judiciais, designadamente em matéria de apreensões, arrestos e demais medidas cautelares;
- Efetuar diligências de investigação relacionadas com matéria processual que lhes esteja cometida em cumprimentos de decisões judiciais e garantir a salvaguarda e proteção de todos os meios de prova relacionados com infrações detetadas.
- Sob direção do MP, desenvolver diligências de averiguação e de investigação designadamente quanto aos crimes de poluição marítima, furtos de motores, crimes a bordo (agressões, furtos, reféns), crimes contra a segurança da navegação, crimes de captura ou desvio de navio, atentado à segurança por água e condução perigosa de navio por água, e crimes de destruição ou captura de espécies protegidas de fauna e flora.

## Estrutura da Polícia Marítima
- Comandante-Geral
- 2.º Comandante-Geral
- Comandantes Regionais
- Comandantes Locais

## Comandos Locais
| Norte            | Centro  | Sul                        | Açores           | Madeira     |
| ---------------- | ------- | -------------------------- | ---------------- | ----------- |
| Aveiro           | Cascais | Faro                       | Angra            | Funchal     |
| Caminha          | Lisboa  | Lagos                      | Ponta Delgada    | Porto Santo |
| Douro            | Nazaré  | Olhão                      | Praia da Vitória |             |
| Figueira da Foz  | Peniche | Portimão                   | Flores           |             |
| Leixões          | Setúbal | Tavira                     | Horta            |             |
| Póvoa de Varzim  | Sines   | Vila Real de Santo António | Vila do Porto    |             |
| Viana do Castelo |         |                            |                  |             |
| Vila do Conde    |         |                            |                  |             |

## Armamento
- Pistola Glock 19
- Sub-metralhadora Brügger & Thomet MP9 (Grupo de Ações Táticas)
- Espingarda de Assalto HK416 (Grupo de Ações Táticas)
- Espingarda de Precisão Heckler & Koch G28 (Grupo de Ações Táticas)
- Shotgun Mossberg 500 Mariner
- Espingarda Heckler & Koch G3
- Taser X26
- Gás OC

## Categorias do Pessoal da Polícia Marítima
- Inspetor
- SubInspetor
- Chefe
- SubChefe
- Agente 1ª Classe
- Agente 2ª Classe
- Agente 3ª Classe
- Agente Estagiário

## Grupo de Ações Táticas (G.A.T.)
O Grupo de Ações Táticas (G.A.T.) da Policia Marítima é uma unidade de reserva estratégica da P.M., altamente treinada e disciplinada, especialmente equipada para executar ações policiais não convencionais, reduzindo o risco associado a uma situação de emergência ou ataques coordenados a alvos específicos.
Capacidade operacional:
- Motins a bordo;
- Sequestros e libertação de refêns;
- Tomada de navios e plataformas sob controlo hostil;
- Gestão de incidentes de elevada perigosidade ou violência;
- Tomada de navios ou embarcações suspeitos da prática de atos ilícitos;
- Segurança de eventos e altas entidades;
- Apreensões de alto risco;
- Contra Terrorismo;
- Execução de mandatos de captura e detenção de alto risco;
- Operações de vigilância e Contra Vigilância;

## Grupo de Mergulho Forense
Os Grupos de Mergulho Forense têm por missão contribuir, no âmbito da atuação da PM, para a fiscalização do cumprimento da lei nas áreas de jurisdição do Sistema de Autoridade Marítima (SAM), a fim de preservar a regularidade das actividades marítimas e a segurança e os direitos dos cidadãos.
Compete-lhes em particular:
- Executar buscas, no âmbito forense, a cais, obras vivas de navios, embarcações, pontões e batelões;
- Executar buscas na área molhada para a deteção, localização e remoção de cadáveres, estupefacientes ou substâncias psicotrópicas proibidas, veículos ou objetos que tenham sido usados, sejam o produto ou se destinem a ser usados na atividade criminosa, assegurando a preservação e obtenção dos meios de prova com vista à realização das finalidades do processo;
- Executar trabalhos de salvação marítima, vistorias e reparações subaquáticas em embarcações afetas à Autoridade Marítima;
- Cooperar com as autoridades de polícia científica e judiciária, coadjuvando-as na prossecução das finalidades do processo;
- Executar outras atividades de mergulho necessárias à prossecução dos fins da PM.

## Recrutamento
Para mais informações sobre recrutamento consulte: Concursos PM